# Big Thunder Ski Jumping Center
Big Thunder Ski Jumping Center – kompleks skoczni narciarskich w Thunder Bay, składający się z sześciu obiektów – skoczni dużej Big Thunder (K120), skoczni normalnej Normal Thunder (K90) oraz czterech mniejszych obiektów, usytuowanych na tym samym zboczu góry, posiadających punkty konstrukcyjne K64, K37, K20 i K10. Dwie największe skocznie wyłożone są przestarzałym już igelitem, uniemożliwiającym jednak oddawanie skoków. 
W 1963 roku zbudowana została pierwsza mała skocznia narciarska. Dwa główne obiekty (duży i normalny) powstały w 1974 roku. Pierwszymi zawodami zorganizowanymi na nowych skoczniach były mistrzostwa Kanady przeprowadzone w lutym 1975 roku.
Miasto regularnie było organizatorem Pucharu Świata w skokach narciarskich (w latach 1980–1994), natomiast w 1995 odbyły się tutaj mistrzostwa świata w narciarstwie klasycznym, podczas których na dużej skoczni 11. miejsce zajął Adam Małysz, a na normalnym obiekcie był 10. Od roku 1997 nie oddano na skoczniach żadnego skoku. 
Obiekty w Thunder Bay są nieczynne i zdewastowane. Zostały zamknięte w czerwcu 1996 roku przez władze prowincji Ontario.

## Rekordziści skoczni normalnej
| Lp. | Dzień      | Rok  | Zawodnik       | Odległość |
| --- | ---------- | ---- | -------------- | --------- |
| 1.  | 10 grudnia | 1983 | Horst Bulau    | 93,0 m    |
| 2.  | 8 grudnia  | 1984 | Andreas Felder | 97,0 m    |
| 3.  | 1 grudnia  | 1991 | Toni Nieminen  | 100,5 m   |
| 4.  | 27 marca   | 1994 | Espen Bredesen | 101,5 m   |
| 5.  | 27 marca   | 1994 | Jens Weißflog  | 104,0 m   |
| 6.  | 10 marca   | 1995 | Jens Weißflog  | 105,0 m   |
| 7.  | 11 marca   | 1995 | Takanobu Okabe | 108,5 m   |